# Good 4 U
Good 4 U è un singolo della cantante statunitense Olivia Rodrigo, pubblicato il 14 maggio 2021 come terzo estratto dal primo album in studio Sour.

## Pubblicazione
Olivia Rodrigo ha confermato Good 4 U sui suoi account social il 10 maggio 2021, fissando la pubblicazione il successivo 14 maggio e annunciando la prima esibizione dal vivo del brano al Saturday Night Live il giorno seguente.

## Descrizione
Sesta traccia del disco, Good 4 U è un brano R&B e pop punk il cui ritornello deriva dalla melodia di Misery Business dei Paramore.

## Video musicale
Il video musicale, diretto da Petra Collins, è stato reso disponibile sul canale YouTube della cantante in contemporanea con la pubblicazione del singolo.

## Tracce
Testi e musiche di Olivia Rodrigo, Daniel Nigro, Hayley Williams e Josh Farro.
1. Good 4 U – 2:58

## Formazione
- Olivia Rodrigo – voce, cori
- Daniel Nigro – cori, chitarra acustica, chitarra elettrica, basso, programmazione batteria, sintetizzatore, produzione, registrazione
- Alexander 23 – cori, chitarra elettrica, basso, programmazione batteria, co-produzione
- Ryan Linvill – ingegneria del suono
- Mitch McCarthy – missaggio
- Randy Merrill – mastering

## Successo commerciale
Good 4 U è stata l'8ª canzone più venduta globalmente del 2021 secondo l'International Federation of the Phonographic Industry, grazie a 1,61 miliardi riproduzioni streaming equivalenti ricavate.
Il pezzo ha debuttato al vertice della Billboard Hot 100 nella pubblicazione del 29 maggio 2021, divenendo la seconda numero uno di Rodrigo in madrepatria che così facendo è divenuta la prima cantante donna a raggiungere la vetta della classifica con due singoli estratti dall'album di debutto da Cardi B che ci riuscì tra il 2017 e il 2018. Contemporaneamente è entrato al primo posto anche nella Streaming Songs grazie a 43,2 milioni di riproduzioni mentre nella Digital Songs ha esordito alla 5ª posizione dopo aver ricevuto 12 000 download. Non è riuscito ad entrare nella Radio Songs a causa del breve periodo di conteggio durante il quale ha accumulato solamente 3,8 milioni di ascoltatori, ha tuttavia debuttato alla 33ª posizione della Pop Songs. La settimana seguente è stata detronizzata da Butter dei BTS, scendendo di una posizione ma aumentando allo stesso tempo le riproduzioni in streaming del 45% a 62,7 milioni.
Nella Official Singles Chart britannica il singolo è salito al primo posto nella settimana di pubblicazione dell'album di provenienza Sour, dopo aver totalizzato 117 355 unità di vendita, ricavate da 13,4 milioni di stream e 2 096 copie digitali. In questo modo è divenuta la seconda numero uno per Rodrigo. Ha trascorso una seconda settimana al primo posto con altre 108 219 unità vendute, di cui 12,6 milioni di riproduzioni streaming e 2 204 copie digitali, diventando il primo singolo a vendere più di 100 000 unità per due settimane consecutive da Despacito di Luis Fonsi del 2017.

## Classifiche

### Classifiche settimanali
| Classifica (2021) | Posizione massima |
| ----------------- | ----------------- |
| Argentina         | 27                |
| Australia         | 1                 |
| Austria           | 1                 |
| Belgio (Fiandre)  | 1                 |
| Belgio (Vallonia) | 19                |
| Brasile           | 6                 |
| Canada            | 1                 |
| Colombia          | 15                |
| Corea del Sud     | 196               |
| Costa Rica        | 8                 |
| Croazia           | 8                 |
| Danimarca         | 1                 |
| Finlandia         | 3                 |
| Francia           | 21                |
| Germania          | 1                 |
| Grecia            | 3                 |
| India             | 5                 |
| Irlanda           | 1                 |
| Islanda           | 3                 |
| Italia            | 29                |
| Libano            | 5                 |
| Lituania          | 7                 |
| Malaysia          | 8                 |
| Norvegia          | 1                 |
| Nuova Zelanda     | 1                 |
| Paesi Bassi       | 1                 |
| Perù              | 12                |
| Portogallo        | 1                 |
| Regno Unito       | 1                 |
| Repubblica Ceca   | 1                 |
| Romania           | 78                |
| Singapore         | 1                 |
| Slovacchia        | 1                 |
| Spagna            | 13                |
| Stati Uniti       | 1                 |
| Sudafrica         | 1                 |
| Svezia            | 2                 |
| Svizzera          | 1                 |
| Ungheria          | 1                 |

### Classifiche di fine anno
| Classifica (2021) | Posizione |
| ----------------- | --------- |
| Australia         | 6         |
| Austria           | 4         |
| Belgio (Fiandre)  | 4         |
| Belgio (Vallonia) | 69        |
| Brasile           | 80        |
| Canada            | 8         |
| Croazia           | 59        |
| Danimarca         | 16        |
| Francia           | 92        |
| Germania          | 10        |
| Irlanda           | 3         |
| Islanda           | 9         |
| Norvegia          | 7         |
| Nuova Zelanda     | 7         |
| Paesi Bassi       | 8         |
| Portogallo        | 10        |
| Regno Unito       | 2         |
| Spagna            | 82        |
| Stati Uniti       | 5         |
| Svezia            | 12        |
| Svizzera          | 14        |
| Ungheria          | 10        |
| Classifica (2022) | Posizione |
| Australia         | 21        |
| Austria           | 42        |
| Belgio (Fiandre)  | 52        |
| Belgio (Vallonia) | 194       |
| Canada            | 34        |
| Germania          | 65        |
| Islanda           | 68        |
| Nuova Zelanda     | 43        |
| Regno Unito       | 41        |
| Stati Uniti       | 31        |
| Svizzera          | 86        |